# Carlo Sehested Gyldenfeldt
Carlo Viggo Henry Sehested Gyldenfeldt (25. april 1863 i Fredericia – 27. oktober 1928 i København) var en dansk politiinspektør.
Han var søn af kaptajn Holger Scheel af Gyldenfeldt (1817-1864), som faldt ved Dybbøl 1864, og Augusta Frederikke født Garlieb, blev student fra Herlufsholm 1881 og cand.jur. 1888, konstitueret protokolfører i Københavns Kriminal- og Politiret 1889, assistent på Københavns Politikontor 1890, politiassistent i 5. Kreds (Vesterbro) 1895 og blev 4. politiinspektør i København 1908 og 1. politiinspektør 1915. 1919 fik han afsked og blev 2. juni samme år Ridder af Dannebrog. Han bar også en række udenlandske ordener.
Han blev gift 23. oktober 1891 i Sankt Johannes Kirke med Lorentze Christina Wang (22. december 1854 om bord på et norsk skib på vej til Finland - 8. august 1938 i Kongens Lyngby), datter af civilingeniør Christian Andersen Wang og Louise Gurine Steendahl.